# Girolamo Siciolante da Sermoneta

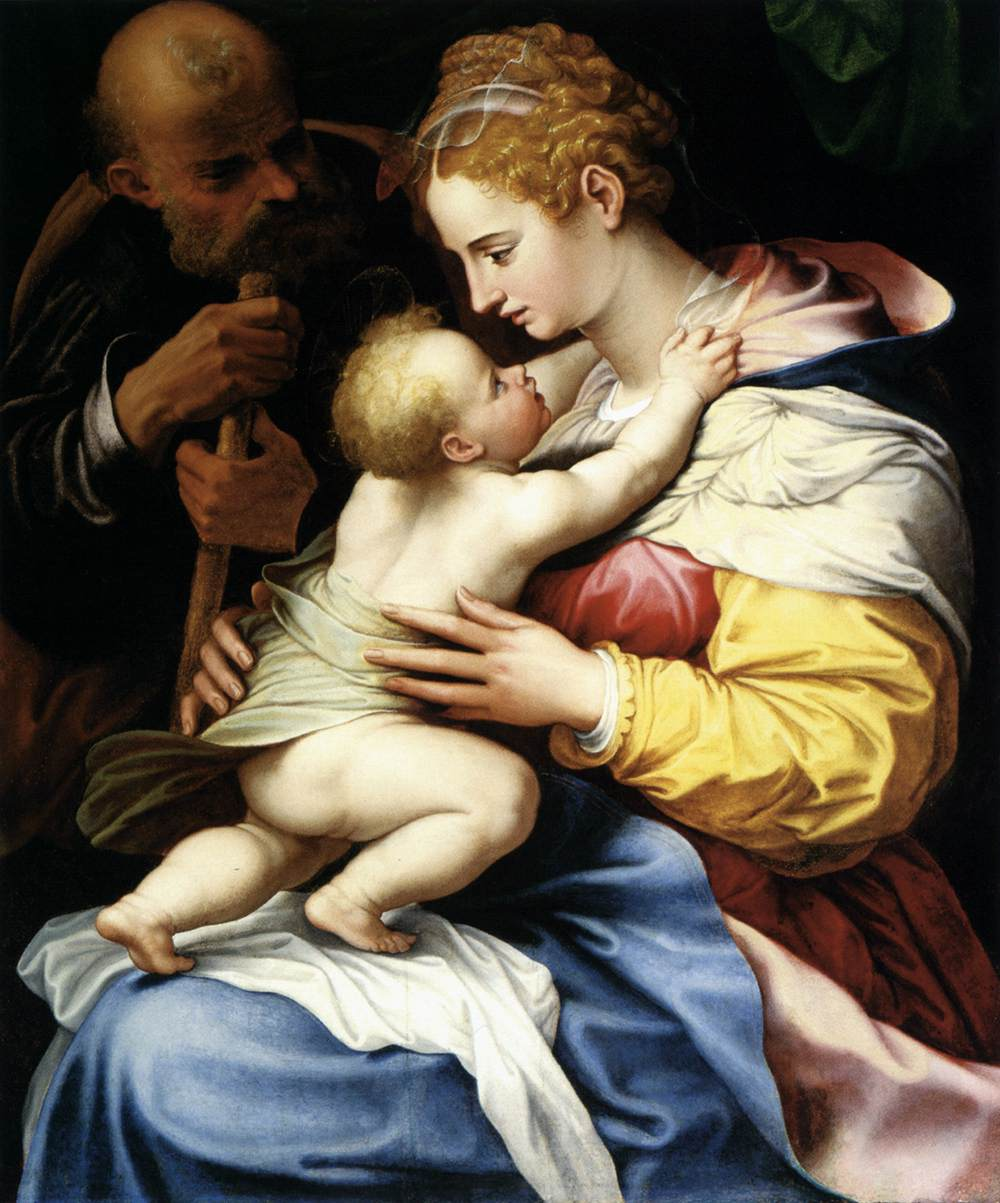
Sagrada Familia, Museo de Bellas Artes de Budapest.

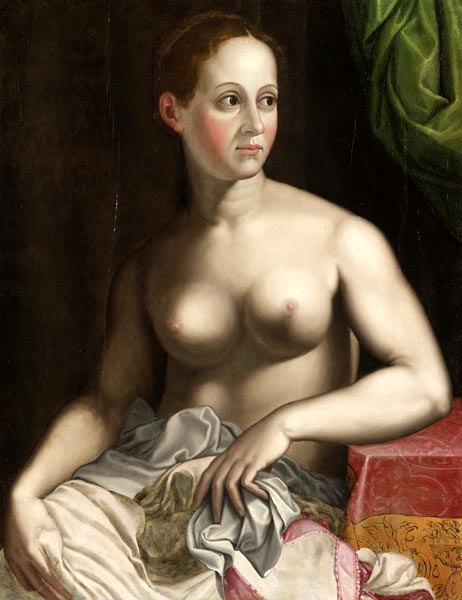
Desnudo femenino, Museo de Bellas Artes de Budapest.

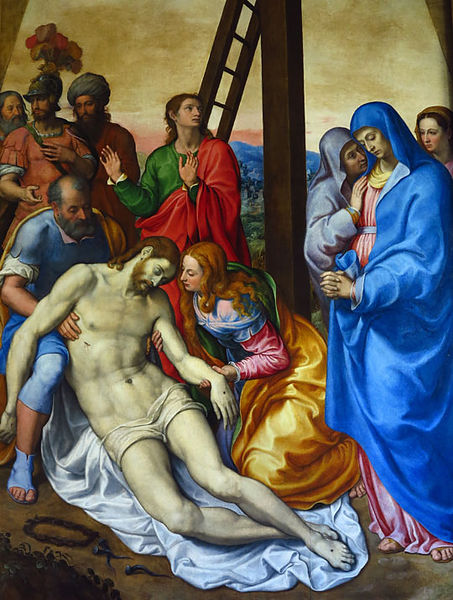
Descendimiento, King's College Chapel, Cambridge

Girolamo Siciolante (Sermoneta, 1521 - Roma, 1575) fue un pintor manierista italiano.

## Biografía
Comenzó su carrera como aprendiz de Leonardo da Pistoia. Sin embargo, la obra más temprana que conocemos de su mano (Retablo de Valvisciolo, ahora en el Palazzo Caetani, Roma) no revela ninguna influencia de este arcaico maestro. Al contrario, ya nos muestra a Siciolante como un pintor que ha asimilado plenamente el estilo de la Maniera avanzada que se practicaba en Roma por entonces.
Los siguientes años los pasó trabajando en Roma y la Emilia. Entró al servicio de Perino del Vaga, lo que le fue útil para profundizar en su conocimiento de la Maniera. Entre 1545-46 vivió en Piacenza, donde pudo conocer la obra de Parmigianino y Mazzola Bedoli.
Su Sagrada Familia con San Miguel arcángel constituye una hermosa fusión de las dos grandes escuelas manieristas: la romana más cercana a Perino y la parmesana.
Sin embargo, aunque su técnica manierista es depurada, no lo es su temperamento, que le hace más cercano al clasicismo de Rafael o Miguel Ángel. Su Pietà (Museo de Poznan) es casi una versión literal de la obra homónima de Sebastiano del Piombo.
Hacia 1548, Siciolante trabaja en Bolonia, donde pudo dar rienda suelta a su rafaelismo, que allí era más fuerte incluso que en Roma. Su Virgen con seis santos pretende emular estos ideales, pero el resultado se acerca demasiado al esquematismo de Giulio Romano, con figuras excesivamente rígidas y una estructura geométrica de la obra que le da un aspecto casi arcaico.
La fase final de su carrera es algo incoherente. A momentos de un naturalismo patente, le siguen otros en que el manierismo se impone. En general, se le puede vincular a lo que se ha venido en llamar contramaniera, representado en Roma por artistas como Scipione Pulzone.
Característico del arte de Siciolante es su llamativo cromatismo: sabe combinar con gran talento hermosos rosados con amarillos y vibrantes azules.

## Obras destacadas
- Virgen con Niño y los santos Pedro, Esteban y Juan Bautista (Retablo de Valvisciolo) (1541, Palazzo Caetani, Roma)
- Anunciación (iglesia de los Capuchinos)
- Sagrada Familia con San Miguel arcángel (Galleria Nazionale, Parma)
- Pietà (Museo de Poznan)
- Virgen con seis santos (1548, San Martino Maggiore, Bolonia)
- Bautismo de Clodoveo (1548-49, San Luigi dei Francesi, Roma)
- Escenas de la Vida de la Virgen (1551, Santa Maria dell'Anima, Roma), ciclo de frescos
- Sagrada Familia (Museum of Fine Arts, Budapest)
- Descendimiento (Fitzwilliam Museum, Cambridge)
- Vida de la Virgen (1565, San Tommaso dei Cenci, Roma)
- Crucifixión (c. 1560, San Juan de Letrán, Roma)
- Martirio de Santa Catalina (1568, Santa Maria Maggiore, Roma)